# Adinandra collettiana
Adinandra collettiana là một loài thực vật có hoa trong họ Pentaphylacaceae. Loài này được T.K.Paul mô tả khoa học đầu tiên năm 1993.